# Bouton fléché

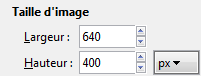
Un formulaire qui contient des boutons fléchés.

Un bouton fléché (en anglais, spinner) est un composant d'interface graphique qui sert à modifier une valeur numérique dans une zone de texte adjacente.
Le bouton fléché est composé de deux cases superposées. La case du haut contient une pointe de flèche orientée vers le haut alors que la case du bas contient une pointe de flèche orientée vers le bas. Un clic sur la case du haut augmente la valeur dans la zone de texte associée alors qu’un clic sur la case du bas diminue la valeur. Dans la plupart des cas, un clic tenu (en gardant le bouton de la souris enfoncé) sur l’une des cases cause un défilement rapide des nombres dans la zone de texte.
Habituellement, la valeur associée au bouton fléché est affichée dans une zone de texte adjacente au bouton, permettant à l'utilisateur de modifier la valeur avec le bouton fléché ou en écrivant la valeur désirée dans la zone de texte.